# Neustadt am Main
Neustadt am Main es un municipio situado en el distrito de Meno-Spessart, en el estado federado de Baviera (Alemania), con una población a finales de 2016 de unos 1271 habitantes.
Se encuentra ubicado al noroeste del estado, en la región de Baja Franconia, a la orilla del río Meno —un afluente derecho del Rin— y de la frontera con el estado de Hesse.